# Pérouges
Pérouges es una comuna francesa del departamento de Ain, en la región de Auvernia-Ródano-Alpes.
La comuna es conocida por su ciudadela medieval, que encaramada en un pequeño monte de la región de la Côtière, constituye el Viejo Pérouges.
La ciudadela medieval de Pérouges forma parte de “les Plus Beaux Villages de France” y, por consiguiente, uno de los lugares más turísticos del departamento. Se trata de una antigua ciudad de tejedores, cuyo doble recinto amurallado ha podido ser restaurado. La arquitectura interna es típica de la época medioeval con casas que datan de los siglos X y XVI, pero también calles empedradas y una iglesia fortificada.

## Geografía

### Localización
La comuna se sitúa al borde de la meseta de la Dombes, al filo del Longevent y del Vairon.

### Clima
El clima es de tipo semicontinental con influencias mediterráneas.

### Transporte
El principal eje de comunicación del municipio es la carretera departamental 1084, que atraviesa Pérouges desde el suroeste al nordeste. Esta carretera, antiguamente la National 84 que enlaza Rillieux-la-Pape con Saint-Genis-Pouilly, es una alternativa a la autopista A-42 que atraviesa la comuna desde el sur al nordeste. Otros vías secundarias surcan el término municipal: la departamental 65B se junta con la autopista en el eje D1084, la departamental 4 permite llegar a la ciudadela desde esta última y toda una red de carreteras departamentales y comunales.

La línea ferroviaria Lyon-Ginebra cruza la comuna bordeando la departamental 1084. En Pérouges no hay parada, pero sí en la Estación de Meximieux-Pérouges, una estación de tren TER situada en el municipio vecino de Meximieux.
La ciudad dispone igualmente del Aeródromo de Pérouges-Meximieux, al sureste, próximo a la salida de la autopista. Éste posee una pista de aterrizaje de hierba destinada a pequeños aviones de recreo

## Urbanismo

### Morfología urbana
Las aldeas de la comuna se sitúan alrededor de la ciudad fortificada. Estos alojan a la mayoría de la población. La aldea más cercana es la de Péage, al sur, cerca de la ciudadela, al noroeste se encuentra Glaye y rapan al sureste, constituyendo las tres aldeas más importantes de la comuna.

### Alojamiento

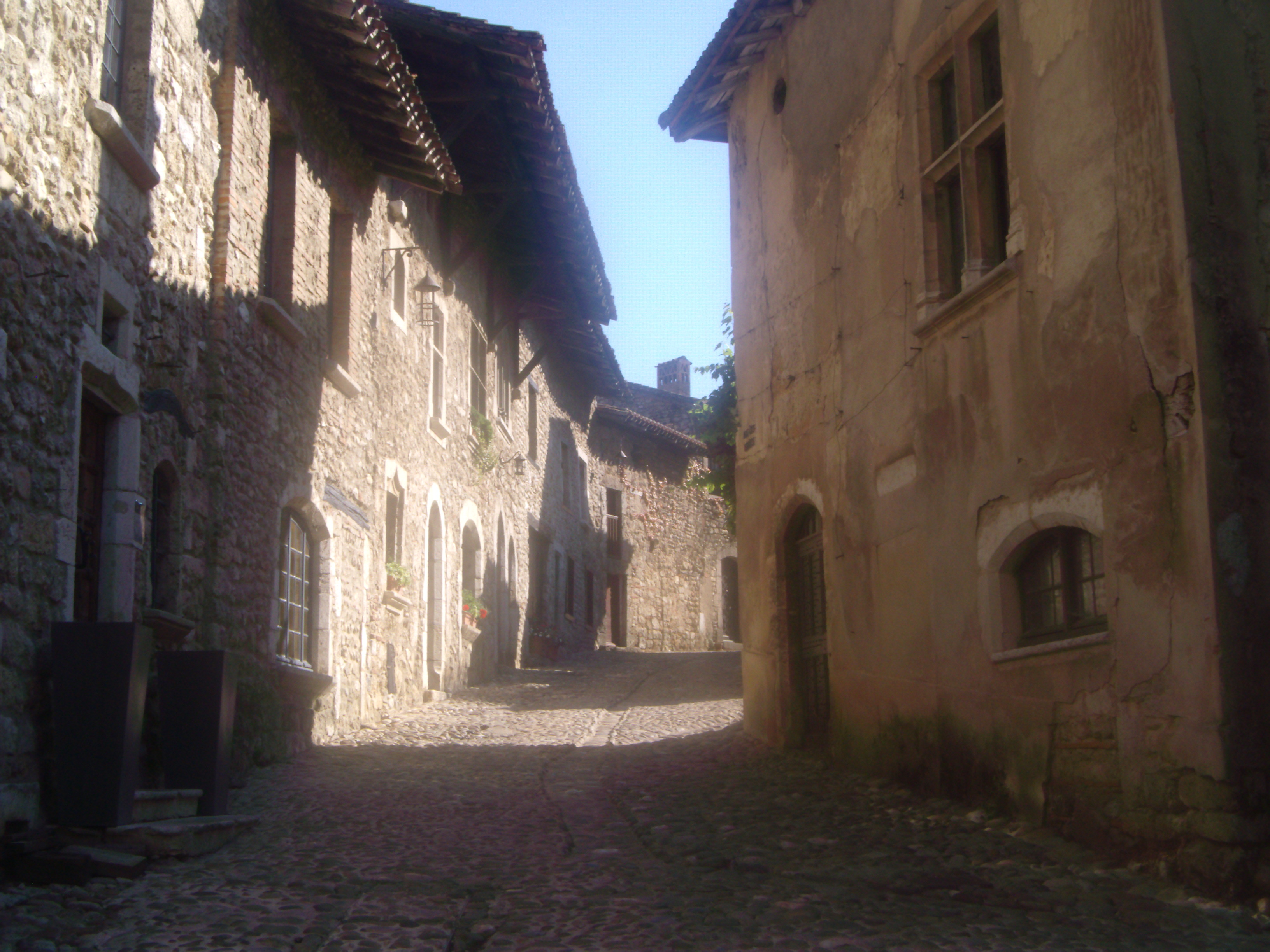
Casas de Pérouges

El número total de viviendas en la comuna es de 453. De éstas, el 86’5% son residencias principales, el 6’6% residencias secundarias y el 6’8% son viviendas vacías. De estos alojamientos, un 88,5 son casas individuales, un 8,9% son apartamentos y solamente un 2,6% son de otro tipo. El porcentaje de habitantes propietarios es del 81,1%. Lo que es superior a la media nacional, que asciende al 55,3%. Por consiguiente, el porcentaje de inquilinos es del 13,8 sobre el total de viviendas que es inversamente inferior a la media nacional, del 39,8%. Se puede advertir también que el 5,1% de los habitantes de la comuna son personas alojadas gratuitamente, mientras que el nivel del total de Francia el porcentaje es del 4,9%. Del total de los alojamientos de la comuna, el 1% son estudios, el 5,9% son alojamientos de dos habitaciones, el 11,7% tienen tres, el 25,3% de las viviendas disponen de cuatro habitaciones y el 56,1% de las viviendas tienen cinco habitaciones o más.

## Toponimia
El nombre de la ciudad ha evolucionado con los años, las primeras pistas dan los nombres de “Perogiae” y “Peroges”. Más tarde, en el siglo XII aparece una mención al castrum de “Perotgias” durante la dominación romana en la región. Varios siglos después, en el siglo XVI aparecen los nombres de “Peroges” y, después, “Pérouges” desde el siglo XVIII.
Existen dos hipótesis referentes al origen del nombre de Pérouges. La primera es la de la asimilación del nombre “Pierre rouge” (piedra roja), donde la piedra es un lugar de sacrificio y el rojo el color de la sangre. La segunda proviene del nombre de la ciudad italiana de Perugia (Pérouse en francés).

## Historia

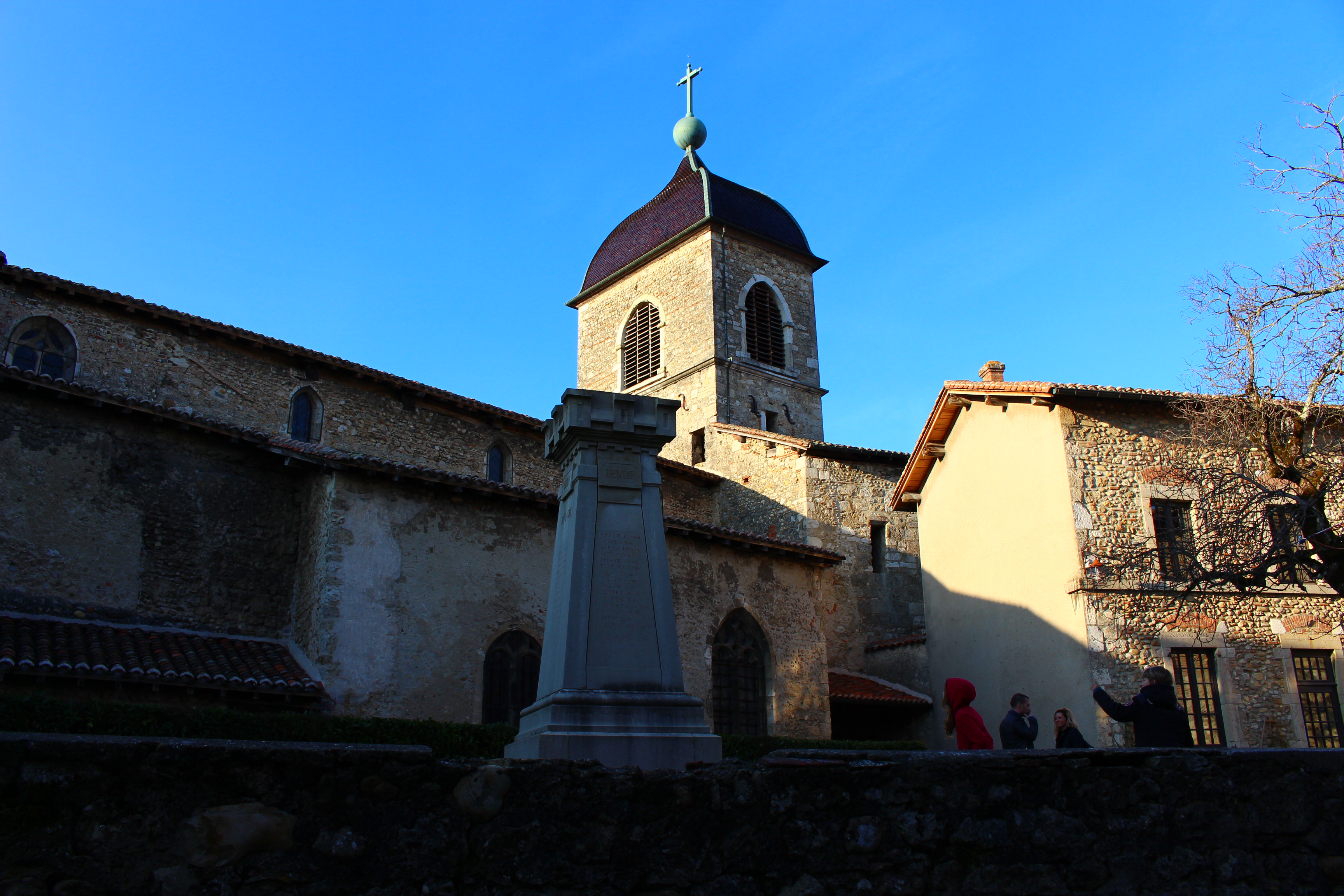
La Iglesia Santa María Magdalena

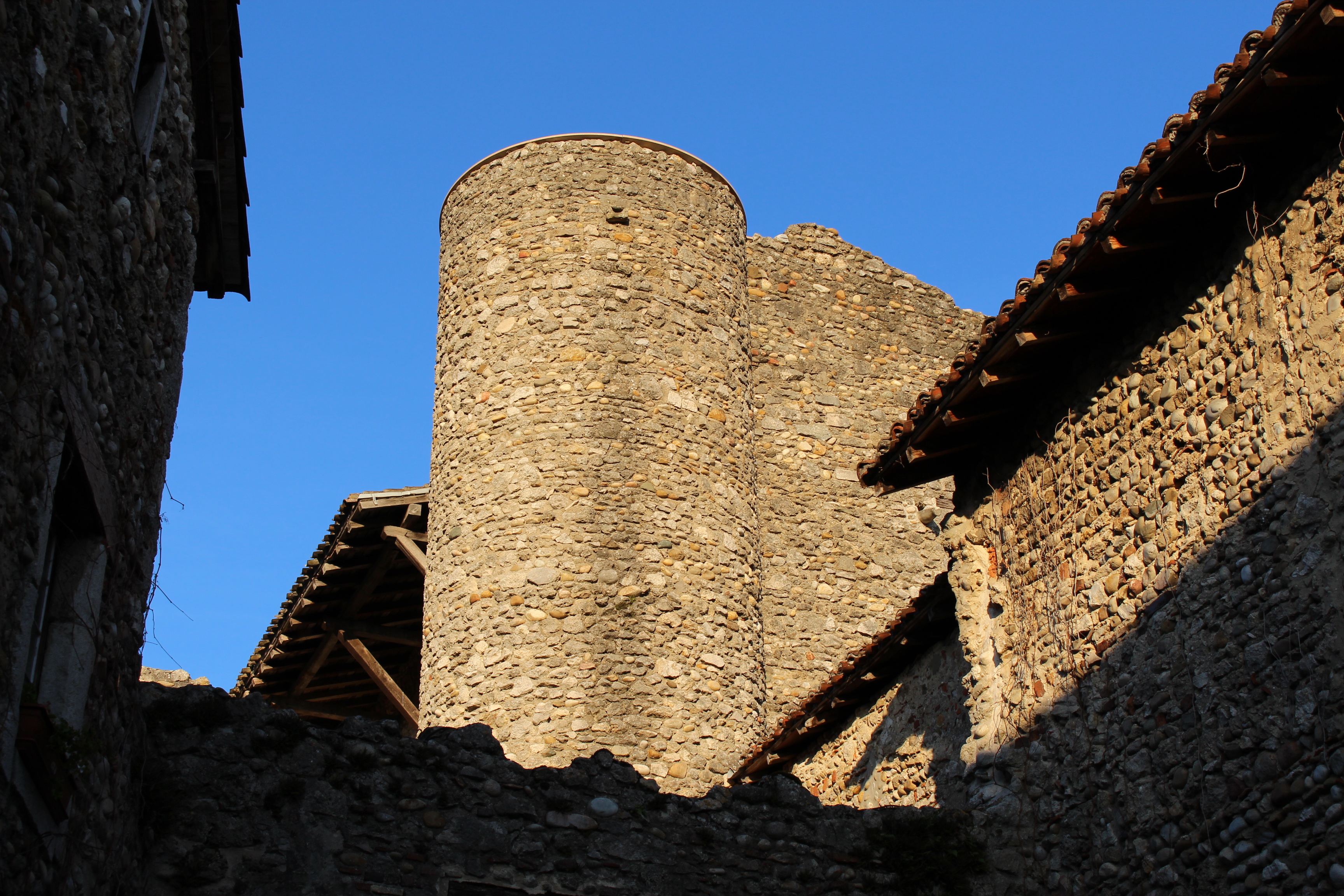
La torre medieval

### Inicios
Su posición dominante en la llanura del Ródano, al nordeste de Lyon, y su situación al borde de la meseta de la Dombes, parecen explicar la elección del lugar por un grupo de refugiados galos que volvía de Perugia en Italia después de haber huido de Roma.
En 1173, la permutación entre el Conde de Forez y la Iglesia de Lyon indica que el Conde Guy cedió todo lo que él poseía al otro lado del Ródano y el Saona para disfrutarlo perpetuamente, entre ellos el castillo de Pérouges que Guichard d’Anthon tenía en feudo.
La ciudad ha pertenecido desde tiempos inmemoriales a los señores de Anthon, cuya historia cita a Guichard I, participante en la Primera Cruzada, hasta Louis d’Anthon, desaparecido en 1326.
Sin embargo, hay que esperar hasta el siglo XIII para que la ciudad adquiera un peso más importante. Situada en los confines de Francia, Saboya y el Delfinado, asediada por los soberanos del Delfinado primero y de Saboya después, fue tomada en 1468 y sirvió de plaza fuerte a los Duques de Saboya para proteger su frontera. Su fidelidad le valió la “Charte de Franchise” y una expansión económica alentada por los soberanos de Saboya.
La place fortifiée perdit de son importance avec le rattachement de la Bresse et du Bugey à la France en 1601. La forteresse fut démantelée et Pérouges devint une cité de tisserands paisible et prospère jusqu'au début du XIXe siècle. Lorsque commença à se développer l'industrie, la cité voisine de Meximieux récupéra la prospérité économique, car elle était mieux située sur les voies de communication.
La plaza fortificada perdió su importancia con la anexión de Bresse y de Bugey a Francia en 1601. La fortaleza fue desmantelada y Pérouges se convirtió en una ciudad de tejedores apacible y próspera hasta el inicio del siglo XIX. Cuando la industria comenzó a desarrollarse, la ciudad vecina de Meximieux recuperó su prosperidad económica porque tenía una mejor comunicación.

### Declive y protección
Poco a poco, la ruina amenazaba sobre las construcciones medievales abandonas, pero se emprendieron importantes restauraciones desde inicios del siglo XX para proteger el patrimonio histórico, bajo el impulso del Comité de defensa de Vieux Pérouges (asociación fundada entre otros por Édouard Herriot) y de Bellas Artes.
Aujourd'hui, les rues sont toutes pavées et la cité a retrouvé ses murailles. Pérouges est gratifiée du label des plus beaux villages de France, décerné par une association indépendante visant à promouvoir les atouts touristiques des petites communes françaises riches d'un patrimoine de qualité.
Hoy en día, todas las calles están adoquinadas y la ciudadela ha vuelto a encontrar sus murallas. Pérouges está dotada de la etiqueta de los plus beaux villages de France, concedida por una asociación independiente con vistas a la promoción de las ventajas turísticas de los pequeños pueblos franceses ricos en un patrimonio de calidad.

## Política y administración

### Administración municipal
El consejo municipal está compuesto por quince miembros: el alcalde, cuatro adjuntos y diez concejales.

### Lista de alcaldes
| Alcalde                     | Inicio del mandato | Fin del mandato | Partido |
| Guy Passerat de La Chapelle | 1989               | 2001            |         |
| Marie-Josèphe Cinquin       | 2001               | 2008            |         |
| Paul Vernay                 | Marzo de 2008      |                 | EÉLV    |

## Población y sociedad

### Demografía
| 474 | 489 | 531 | 658 | 851 | 1 103 | 1 189 | 1 206 |
| Para los censos de 1962 a 1999 la población legal corresponde a la población sin duplicidades (Fuente: INSEE [Consultar]) |     |     |     |     |       |       |       |

## Manifestaciones culturales y fiestas
Desde 1996 tiene lugar el festival de Printemps de Pérouges que acoge, cada año desde finales de abril hasta mediados de junio, cantantes y músicos procedentes del Barroco, del Jazz o de la música clásica.
En 1996 Bill Clinton visitó Pérouges con motivo de la reunión del G7 de Lyon.
Todos los años a principios de junio se celebra una gran fiesta medieval.
Y desde el año 2000, todos los años (o cada dos años, a veces), la ciudadela medieval de Pérouges acoge a todo el mundo en su fiesta, que hace revivir en una jornada la vida cotidiana medieval. En 2009, “l’Office municipal de fêtes” de Pérouges (Comisión de fiestas municipal) organizó esta jornada el domingo 5 de julio.

## Economía

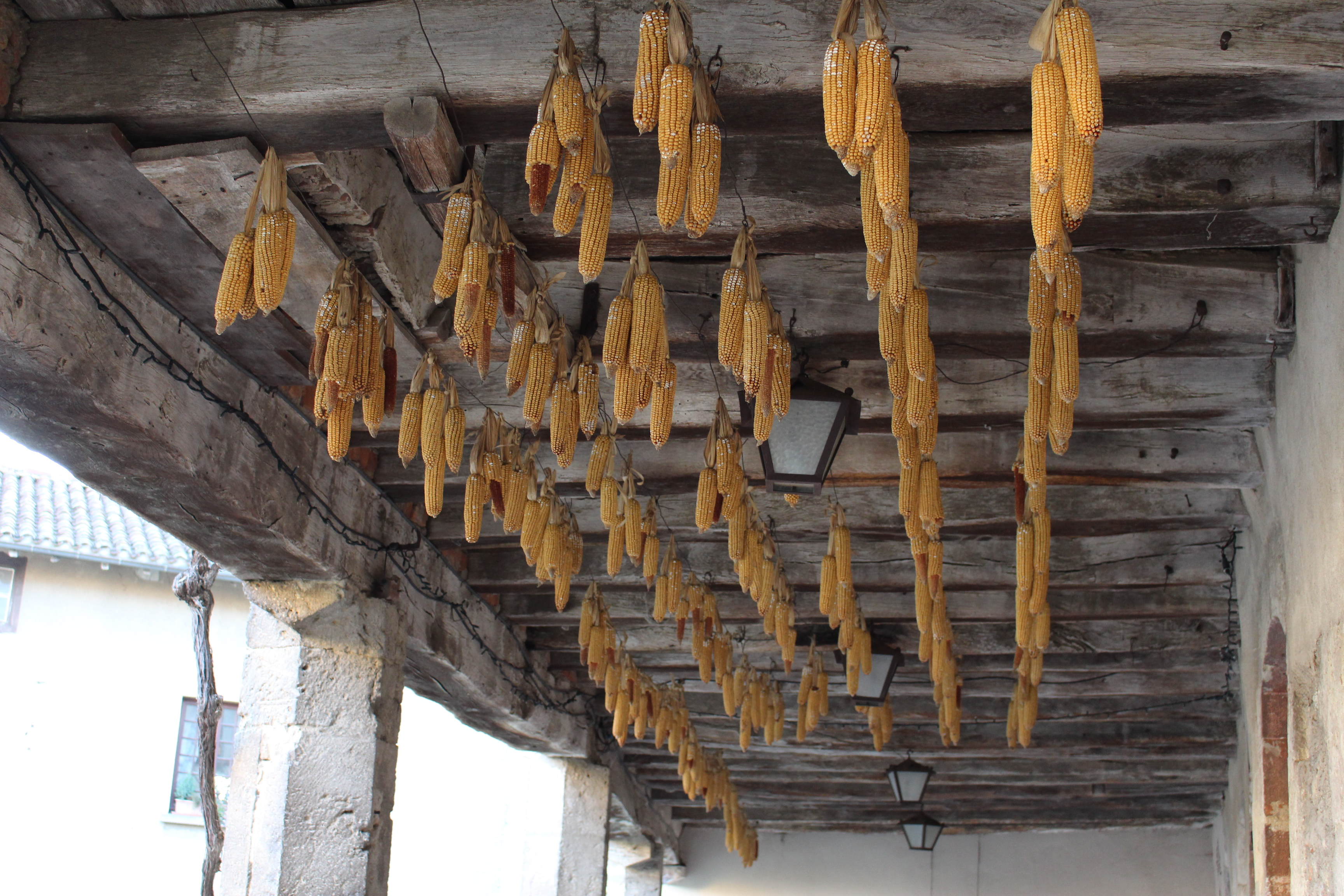
Secado de maíz en Pérouges

La ciudadela de Pérouges fue una ciudad de artesanos durante la Edad Media. Los principales recursos provenían de la cultura y del tejido de telas.

### Ingresos de la población y fiscalidad
Según la encuesta del INSEE de 1999, los ingresos medios domésticos son del orden de los 22183 por año, mientras que la media nacional francesa es de 15027 euros por año. No hay deudores del “impôt de solidarité sur la fortune (ISF)” en Pérouges.

## Empresas y comercios
La comuna dispone de una panadería-pastelería de estilo campesino. Ésta ofrece pan cocido en horno de leña, con harina ecológica, tortas, así como pan de especias. La bodega Saint-Vincent propone vinos del Bugey, dentro de la Appellation d’origine contrôlée y una charcutería artesanal. Hay una tienda que ofrece la posibilidad de comprar productos regionales, réplicas de armas, espadas y prendas medievales. También, La Verrerie de Pérouges (cristalería), en la entrada de la ciudadela medieval ofrece la entrada libre algunos días a la semana en su taller, aparte de la tienda.

## Cultura y patrimonio

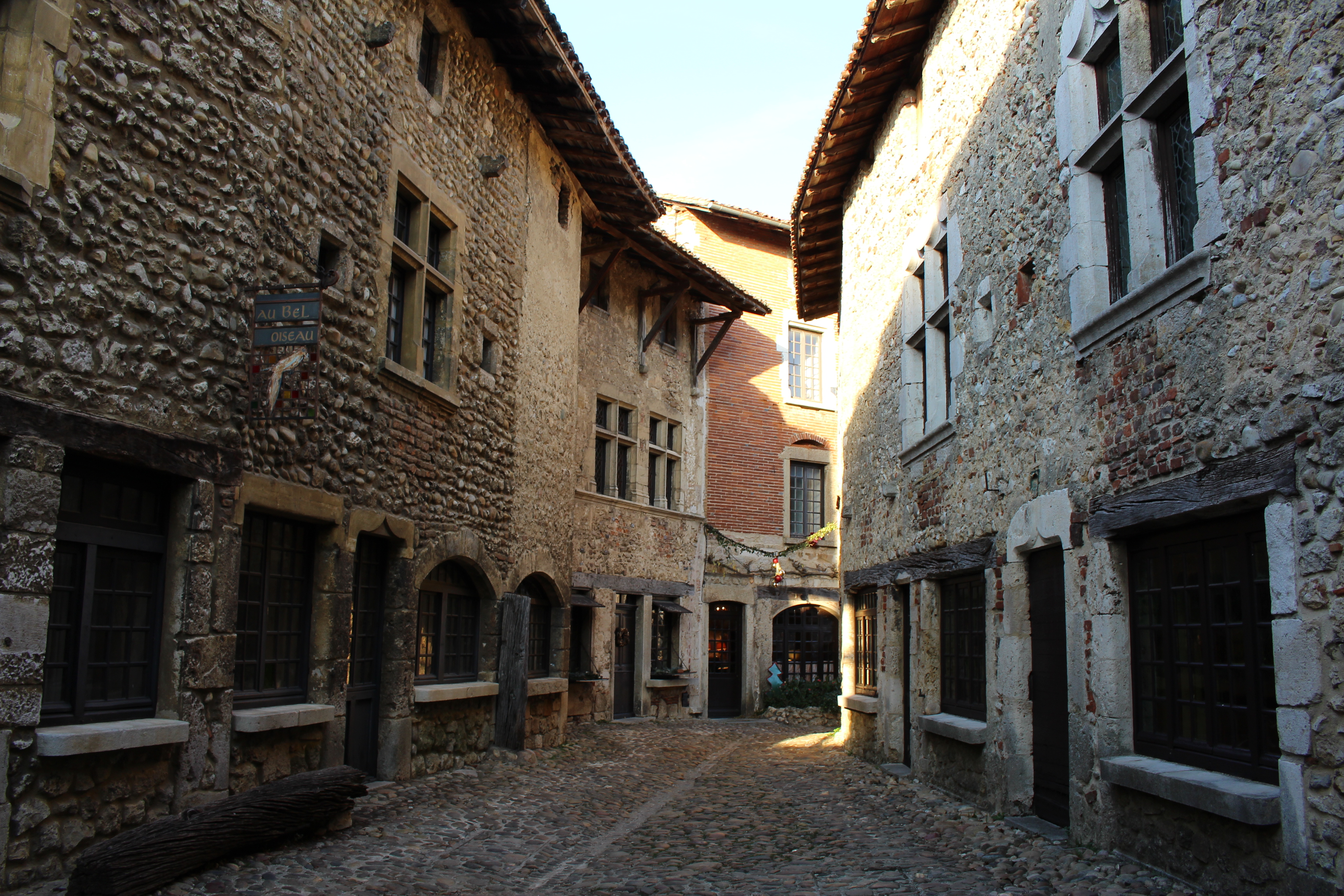
La rue des Princes (calle de la ciudadela medieval)

### Lugares de interés y monumentos
Más de ochenta edificios están clasificados o inscritos en el registro de monumentos históricos.

#### Monumentos civiles
- La Porte d'En-Bas es la antigua puerta principal de la ciudadela medieval.
- La Porte d'En-Haut.
- La rue des Rondes que ha conservado su aspecto de antaño.
- La rue des Princes, una calle de comercios de la ciudadela medieval

#### Monumentos religiosos

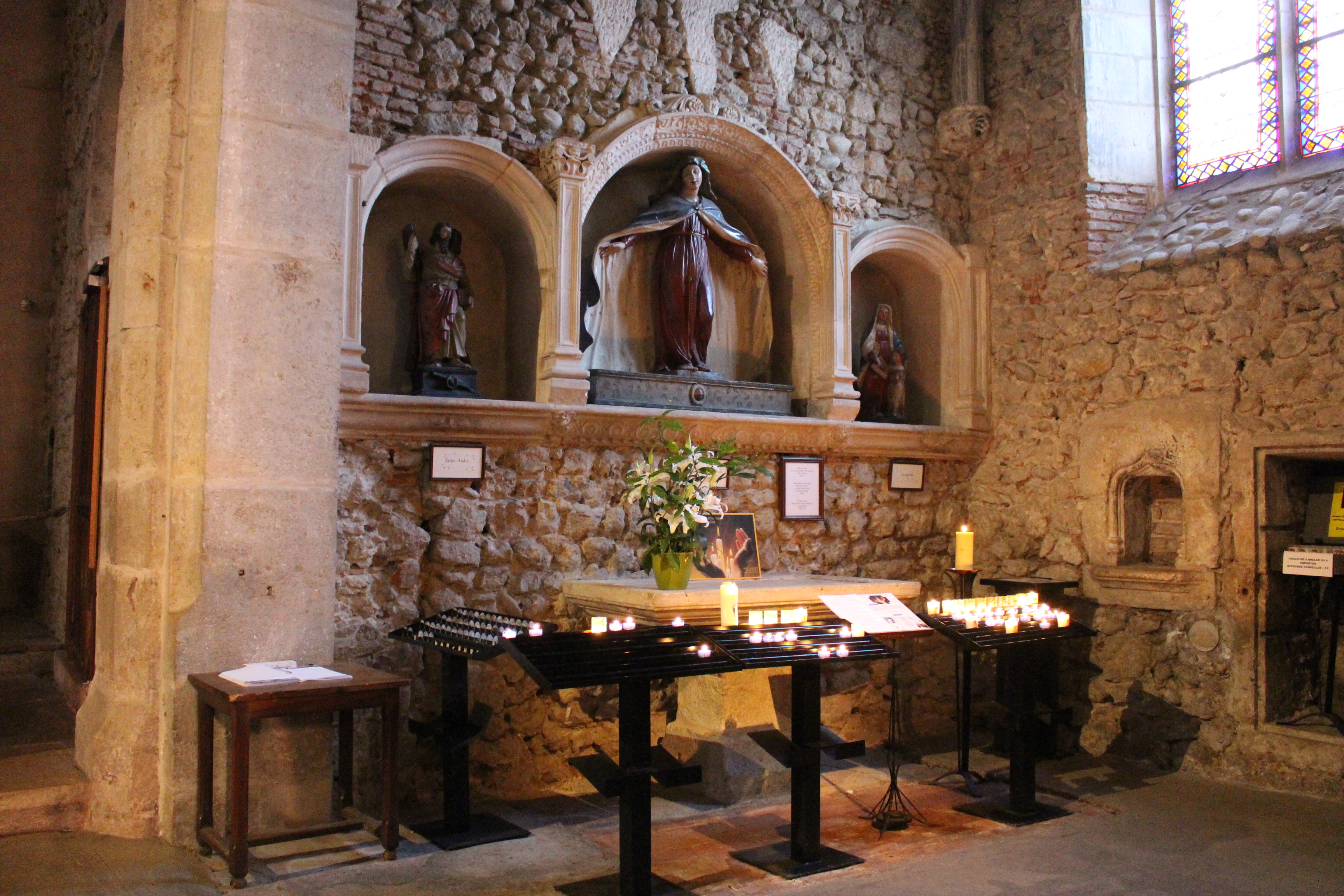
El interior de la Iglesia de Santa María Magdalena

La Iglesia de Santa María Magdalena, construida  a principios del siglo XV, es uno de los raros ejemplos de iglesia-fortaleza, ya que las murallas son sus paredes y constan de un camino de ronda muy poco común.

#### Patrimonio natural y cultural

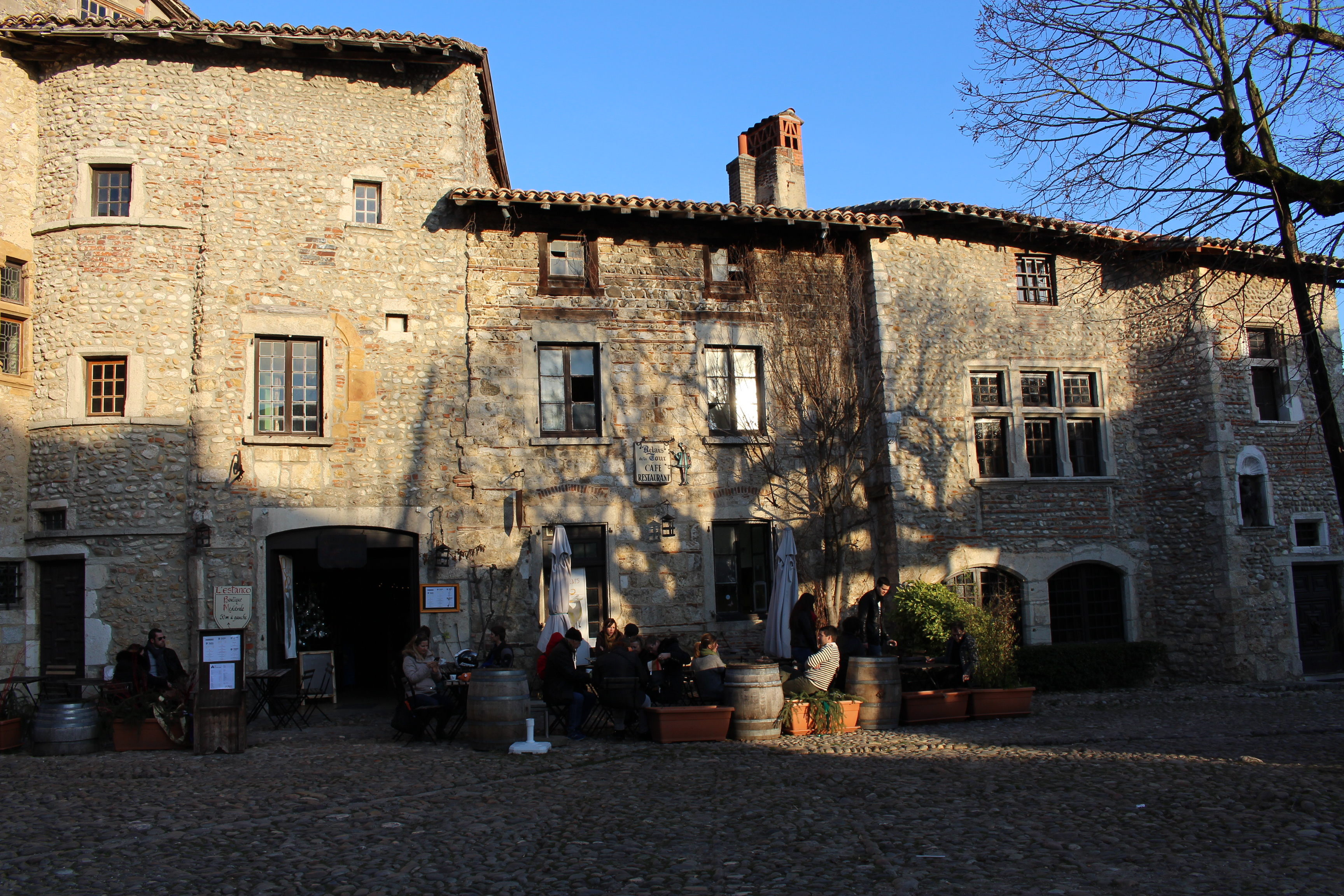
La plaza central

La plaza del Tilleul (plaza del tilo), plaza central con un tilo centenario, símbolo de la Libertad, fue plantado justo después de la Revolución francesa. La plaza está rodeada de magníficas casas con balcones, entre las que la Hostellerie du Vieux Pérouges del siglo XIII, mantenida por una antigua familia de la ciudadela. Donde se sirven platos fríos como la Torta de azúcar de Pérouges y el “panaché” de Pérouges. Este hostal ha servido de decorado a numerosas películas.  
La tarta o torta de azúcar de Pérouges, o Galette de Pérouges es un postre a base de harina, mantequilla, huevos y azúcar.
El museo de Vieux Pérouges, instalado en la Maison du Prince, permite visitar la atalaya y el hortulus (jardín medieval). Presenta una serie de objetos ligados a la historia de Pérouges: armas, armaduras, objetos de la vida cotidiana, mobiliario, vajillas, monedas, mapas y obras históricas (libros).
El comité de conservación de la parte antigua de Pérouges organiza en la Maison du Prince (residencia de los duques de Saboya) exposiciones de arte contemporáneo desde primavera a otoño, con artistas mundialmente conocidos (pintura, escultura, tapices).

## Películas filmadas en Pérouges
- 1921 : Les Trois Mousquetaires de Henri Diamant-Berger
- 1924 : Mandrin de Henri Fescourt
- 1932 : Les Trois Mousquetaires de Henri Diamant-Berger
- 1947 : Monsieur Vincent de Maurice Cloche
- 1961 : Les Trois Mousquetaires : Les Ferrets de la reine de Bernard Borderie
- 1961 : Les Trois Mousquetaires : La Vengeance de Milady de Bernard Borderie
- 1964 : Angélique, marquise des anges de Bernard Borderie
- 1993 : L'Heure du cochon (The Hour of the Pig) de Leslie Megahey
- 2010 : Isabelle disparue de Bernard Stora, telefilm. Algunas escenas fueron rodadas en el Castillo de Fléchères de Fareins.